# Otaru

Canal

Otaru (小樽市 Otaru-shi?) este un municipiu din Japonia, prefectura Hokkaidō.

## Personalități născute aici
- Yukie Kawamura (n. 1986), actriță.